# Großräschener See
Großräschener See (do září 2011 Ilsesee) je uměle vytvořené jezero na západě Lužické jezerní krajiny v Dolní Lužici v Braniborsku. Jezero bylo vytvořeno zaplavením původního povrchového dolu Meuro. Napouštění jezera začalo 15. března 2007 a po jeho dokončení vzniklo jedno z největších jezer v tomto regionu. Spolu s umělým jezerem vznikl také městský přístav a ubytovací zařízení.

## Městský přístav Großräschen
Městský přístav Großräschen má 120 kotvišť pro lodě o celkové ploše cca 8,5 ha. Cesta k přístavu je bezbariérová, kolem přístavu je nábřeží vysoké 10 až 20 metrů. Projekt byl spolufinancován městem Großräschen, Lužickou středoněmeckou těžební společností a spolkovou zemí Braniborsko. Záměr vybudovat městský přístav v Großräschen vznikl ještě v době, kdy byl důl Meuro aktivní.[zdroj?] Mezi braniborským Großräschen a saským městem Hoyerswerda (česky také Hojeřice) existuje vodní síť, která se skládá z devíti splavných jezer, která byla vzájemně propojena.

## IBA terasy v Großräschen
Tyto terasy vznikly v roce 2004, poskytují výhled na jezero a sídlí zde návštěvnické centrum Lužické jezerní krajiny. Terasy IBA leží mezi městským přístavem, molem a nově vytvořenou vinicí. IBA je zkratka pro Internationale Bauausstellung - česky Mezinárodní stavební výstava. Tento projekt vyvinul návrhy pro Lužickou jezerní krajinu se snahou o otevření nových možností pro cestovní ruch a ekonomické příležitosti. Právě dolnolužická obec Großräschen je někdy označována jako „město IBA“. Plánování projektu IBA teras probíhalo od dubna 2000 do října 2003. Výstavba započala v roce 2003 a dokončena byla v dubnu 2004. Terasy byly v těchto místech vytvořené na břehu tehdy ještě vznikajícího jezera Großräschener See, které tehdy ještě nebylo zaplavené. Terasy IBA architekta Ferdinanda Heideho získaly v roce 2005 Braniborskou cenu za architekturu.